# Mimon (zoologia)
Mimon (Gray, 1847) è un genere di pipistrelli della famiglia dei Fillostomidi.

## Descrizione

### Dimensioni
Al genere Mimon appartengono pipistrelli di piccole dimensioni, con lunghezza della testa e del corpo tra 50 e 75 mm, la lunghezza dell'avambraccio tra 48 e 57 mm, la lunghezza della coda tra 10 e 30 mm e un peso fino a 22,9 g.

### Caratteristiche craniche e dentarie
Il cranio è sottile, con un rostro corto e arcuato, una scatola cranica tondeggiante ed allungata posteriormente e la bolla timpanica piccola ma ben sviluppata. Gli incisivi superiori esterni sono grandi e ben separati dai canini.
Sono caratterizzati dalla seguente formula dentaria:

### Aspetto

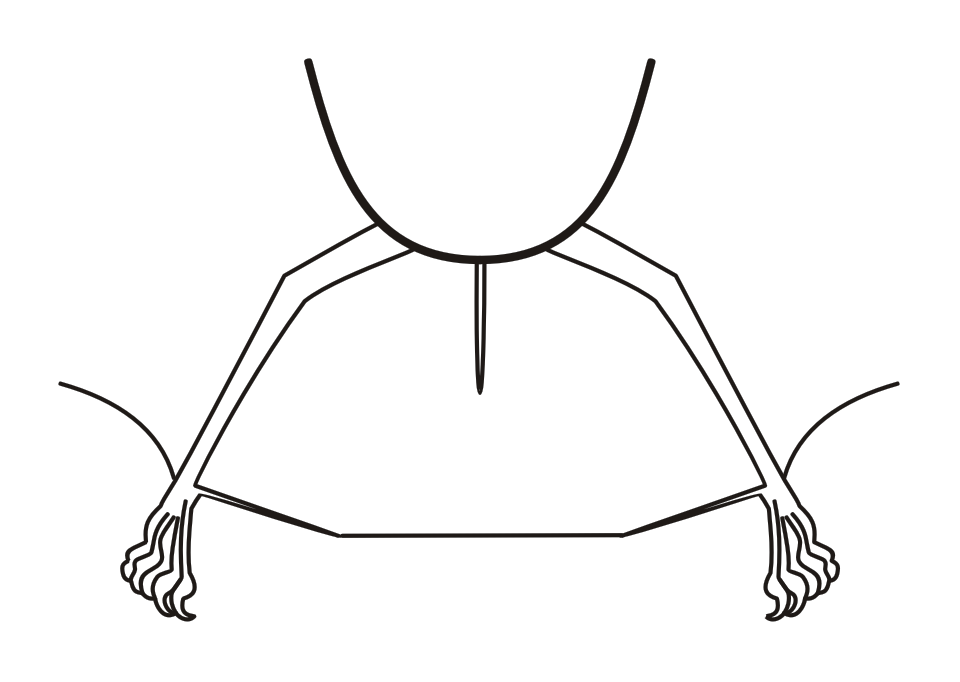
Illustrazione della parte posteriore di Mimon

La pelliccia è lunga e lanosa. Le parti dorsali variano dal brunastro chiaro al bruno-nerastro, con una sottile striscia dorsale più chiara in alcune specie, mentre le parti ventrali sono generalmente più chiare. La foglia nasale è molto lunga e larga, mentre la porzione anteriore è ben separata dal labbro superiore. Sul mento è presente un profondo solco longitudinale contornato da cuscinetti carnosi o piccole verruche. Le orecchie sono grandi, appuntite e separate, il trago è lungo ed appuntito. Le ali sono attaccate posteriormente sulle caviglie. La coda è lunga circa la metà dell'ampio uropatagio. Il calcar è più lungo del piede.

## Distribuzione
Il genere è diffuso in America Centrale e meridionale.

## Tassonomia
Il genere comprende 2 specie.
- Mimon bennettii
- Mimon cozumelae

Le due specie G.crenulatum e G.koepckeae sono state recentemente trasferite al nuovo genere Gardnerycteris.